# Vol xàrter 3W d'Edinburgh Air
El 3W d'Edinburgh Air, "Saltire 3 Whisky", va ser un vol xàrter entre Glasgow i Aberdeen operat amb un Cessna 404 Titan G-ILGW per Airtours International Airways que transportava dos pilots i set tripulants de cabina que havien d'operar un Boeing 757, també com a vol xàrter, a Palma.
Poc després de l'enlairament, el motor esquerre va deixar de funcionar i el pilot va decidir d'apagar el dret per estabilitzar l'avió i intentar aterrar al mateix aeroport de Glasgow. Amb els motors apagats, però, l'avió no va tenir prou potència per sustentar-se en l'aire en un últim gir final d'aproximació i es va acabar estavellant a una milla nàutica de l'aeroport. Només van sobreviure el capità d'AirTours i dos auxiliars de vol.
Una investigació posterior, que a més va descobrir que l'aeronau volava amb sobrecàrrega, va servir per suggerir més inspeccions dels motors, seients més resistents i la consideració d'equipar aquestes aeronaus més petites amb màquines enregistradores de veu. També com a conseqüència del sinistre la Direcció d'Aviació Civil britànica va publicar una directriu d'aeronavegabilitat el juny del 2000, que establia inspeccions obligades i regulars dels adaptadors d'arrencada i dels engranatges dels motors de la sèrie Continental GTSIO-520, model de motor amb el qual estava equipada l'aeronau.